# Árpád Szendy
Árpád Szendy   (Szarvas, 11 d'agost de 1863 - Budapest, 10 de setembre de 1922)fou un pedagog, violinista i compositor hongarès.

## Biografia
El pare de Szendy era professor universitari. El nom original de la família era Golnhofer. Szendy va estudiar amb Henri Gobbi, Franz Liszt, Hans von Bülow i Hans Koessler a l'Acadèmia de Música Franz Liszt de Budapest. Des del 1888, va ensenyar piano a l'acadèmia, convertint-se en professor titular el 1891, tenint entre d'altres alumnes na Margit Varró. En col·laboració amb Kalman Chovan, va desenvolupar una institució per a la formació pedagògica sistemàtica dels professors de piano (1891). El 1920 va ser nomenat director de l'acadèmia, però va renunciar un any després per motius de salut. Va morir de malalties del cor el 1922.
Les composicions de Szendy inclouen diverses peces orquestrals, un concert per a piano, un concert fantàstic per a piano i orquestra, l'òpera Mária (ambBela Szabados; Budapest, 28 de febrero de 1905), dos quartets de corda i una gran varietat de peces i cançons per a piano. Les seves edicions dels estudis de Carl Czerny "School of Finger Dexterity" es van utilitzar durant un segle a Hongria.
Szendy tenia molts estudiants; la més coneguda és Ilona Kabos.